# Nizinski ok jezici
Nizinski ok jezici,  podskupina ok jezika, šira skupina ok-awyu, transnovogvinejska porodica, raširena na graničnom području indonezijskog i papuanskog dijela otoka Nova Gvineja. 
Obuhvaća (5) papuanskih jezika: iwur [iwo], 1.000 (1987 SIL); južni muyu [kts], 4.000 (2002 SIL); ninggerum [nxr], 6.150; sjeverni muyu [kti], 8.000 (2002 SIL); i yonggom [yon], 4.000 (1997 SIL)

## Vanjske poveznice
- Ethnologue (14th)
- Ethnologue (15th)